# Mecistocephalus marmoratus
Mecistocephalus marmoratus är en mångfotingart som beskrevs av Karl Wilhelm Verhoeff 1934. Mecistocephalus marmoratus ingår i släktet Mecistocephalus och familjen storhuvudjordkrypare. Inga underarter finns listade i Catalogue of Life.